# Vouziers
Vouziers je kraj in občina v severni francoski regiji Šampanja-Ardeni, podprefektura departmaja Ardeni. Leta 2010 je kraj imel 4.141 prebivalcev.

## Geografija
Vouziers leži ob reki Aisne med Argonskim gozdom in Šampanjo.

## Administracija
Vouziers je sedež istoimenskega kantona, v katerega so poleg njegove vključene še občine Ballay, Bourcq, Contreuve, La Croix-aux-Bois, Falaise, Grivy-Loisy, Longwé, Mars-sous-Bourcq, Quatre-Champs, Sainte-Marie, Terron-sur-Aisne, Toges, Vandy in Vrizy s 6.294 prebivalci.
Kraj je prav tako sedež okrožja, v katerem se nahajajo poleg njegovega še kantoni Attigny, Buzancy, Grandpré, Le Chesne in Machault, Monthois in Tourteron z 22.457 prebivalci.

## Pobratena mesta
- Civol (Senegal),
- Gräfenroda (Nemčija),
- Ratíškovice (Češka).